# Lenz (Oregon, Hood River megye)
Lenz (más néven Lentz, korábban Sherman Spur) az Amerikai Egyesült Államok északnyugati részén, Oregon állam Hood River megyéjében, az Oregon Route 35 közelében elhelyezkedő önkormányzat nélküli település.
Névadója John Lenz telepes. Egykor itt volt a Mount Hood Railroad vasútállomása.

## Fordítás
- Ez a szócikk részben vagy egészben  a   Lenz, Hood River County, Oregon című angol Wikipédia-szócikk ezen változatának fordításán alapul.  Az eredeti cikk szerkesztőit annak laptörténete sorolja fel. Ez a jelzés csupán a megfogalmazás eredetét és a szerzői jogokat jelzi, nem szolgál a cikkben szereplő információk forrásmegjelöléseként.